# 田中あさみ
田中 あさみ（たなか あさみ、Asami Tanaka、1993年6月6日 - ）は、日本の元女性ファッションモデル、女優。
なお、後述の芸能界引退後の後年に女性アイドルグループ「放課後プリンセス」で活動していた田中あさみとは、同姓同名の別人である。

## 経歴
1993年（平成5年）6月6日、長野県で生まれる。父の仕事の関係で4歳から10歳までシンガポールで育つ。
小学4年生の時に映画『ハリー・ポッター』を見て、「お話の中だけでも魔法使いになれるなんて素敵」と芸能界に憧れたものの自分が芸能人になるのは無理だと思っており、普通に進学して就職するつもりだったが、友達が持っていたオーディション雑誌を見て、ファンであった戸田恵梨香の所属事務所のオーディション情報を発見し、応募した。
2007年、ファッション雑誌『Seventeen』（集英社）の「ミスセブンティーン2007」で5238人の応募者の中からミスセブンティーングランプリを受賞。同年9月号より専属モデルとして活動を始める。また、日本テレビ系放送の単発スペシャルドラマ『先生はエライっ!』で女優デビューする。
2012年、セブンティーン専属モデルを卒業して芸能界を引退した。

## 出演

### テレビ

#### バラエティ番組
- 激モテ!セブンティーン学園（BS-TBS、2009年7月 - 2010年3月）

#### ドラマ
- 先生はエライっ!（日本テレビ、2008年） - 田中みる子 役
- スクラップ・ティーチャー〜教師再生〜（日本テレビ、2008年） - 品川まなみ 役
- 幼なじみ （魔法のiらんど、2008年）- 遥 役

### 映画
- ジャージの二人（2008年） - 花子 役
- 海の金魚（2010年）- 石黒キヨミ 役

### 雑誌
- セブンティーン（集英社、2007年9月号 - 2012年4月号）専属モデル

### CM
- DENONヘッドフォン（デノン、2008年）
- OLIVE des OLIVE School（2008年6月 - ）
- ぷよぷよ7「セブンティーンモデル」篇（SEGA、2009年 - ）